# Futsal en los Juegos de la Lusofonía
El futsal solo se jugó en dos ediciones de estos juegos (reservado para países de habla portuguesa) ya que a partir del año 2013, sede de los siguientes juegos, fue retirado de la programación:

## Historial
| Evento      | Oro    | Plata    | Bronce |
| ----------- | ------ | -------- | ------ |
| Macao 2006  | Brasil | Portugal | Angola |
| Lisboa 2009 | Brasil | Portugal | Angola |

## Medallero
| Núm. | País     | Oro | Plata | Bronce | Total |
| ---- | -------- | --- | ----- | ------ | ----- |
| 1    | Brasil   | 2   | 0     | 0      | 2     |
| 2    | Portugal | 0   | 2     | 0      | 2     |
| 3    | Angola   | 0   | 0     | 2      | 2     |
|      | TOTAL    | 2   | 2     | 2      | 6     |